# Inspicijent
Inspicijent (njem. Inspizient, od lat. inspicientis: koji nadzire), u kazalištu, osoba koja se brine da proba, koncert ili predstava teku bez zastoja, i po uputi redatelja nadzire i upravlja svim poslovima iza kulisa. Daje glumcima znak kad trebaju izaći na pozornicu, tehničkom osoblju daje znakove za promjene scene, svjetla, muzike i ostalih scenskih elemenata. Pritom se služi inspicijentskom knjigom u koju su uneseni znakovi i brojevi svih promjena unutar jedne kazališne predstave. Za inspicijenta se ponekad koristi i naziv voditelj predstave. U filmskim i televizijskom studijima te na radiopostajama, inspicijent je osoba koja na glavnom pultu kontrolira točnost izvedbe u sadržajnom i tehničkom smislu. Pri tome se služi knjigom snimanja, odnosno programskom shemom.

## Vanjske poveznice
- Ako postanem...inspicijent, Priroda i društvo, medioteka.hr